# Якури
Якури (исп. Parque Nacional Yacurí) — национальный парк на юге Эквадора. В административном отношении расположен на территории провинций Самора-Чинчипе и Лоха. Площадь парка составляет 431 км², при этом, он является частью более крупного охраняемого леса, площадь которого — 733 км². Был основан в 2009 году.
Территория парка включает несколько различных экосистем. Здесь произрастают 280 видов растений, из них 32 вида — эндемики парка. Парк служит домом для 18 видов млекопитающих, из которых 5 видов — находящиеся под угрозой исчезновения. В их числе — пума (Puma concolor), горный тапир (Tapirus pinchaque) и очковый медведь (Tremarctos ornatus). Также, здесь обитают 111 видов птиц (из них 4 — исчезающие) и 11 видов земноводных (4 — исчезающие).
На территории парка расположены более 46 высокогорных озёр. Наиболее часто посещаются озёра Лагуна-Якури (крупнейшее озеро парка, давшее ему название) и Лагуна-Негра (глубокое озеро в кальдере спящего вулкана).